# Kostel svatého Antonína Paduánského (Tvrdkov)
Kostel svatého Antonína Paduánského v obci Tvrdkov (okres Bruntál) je filiální kostel postavený v roce 1768–1776 a kulturní památka České republiky.

## Historie
První písemné zmínky o obci pochází z roku 1349. Tvrdkov patřil pod farnost Horního Města a od roku 1784 byl samostatnou farností. V roce 1994 byla farnost zrušena a podřízená Rudě a pak Hornímu Městu. Na návsi v Tvrdkově byl v letech 1768–1776 postaven zděný kostel zasvěcený sv. Antonínu Paduánskému. Kostel byl opravován v roce 1929, generální oprava proběhla v roce 1967 a pak ještě v roce 1981.

## Popis
Jednolodní orientovaná pozdně barokní stavba s půlkruhovým kněžištěm. V roce 1814 přistavěna sakristie a v roce 1821 předsíň.

### Interier
Oltářní obraz archanděla Rafaela namaloval olomoucký malíř Jan Kryštof Handke. Na kruchtě byly varhany z roku 1777, které vyrobil varhanář Josef Šebestián Staudinger (1729–1809) z Andělské hory. Nahrazeny v roce 1899, které vyrobil varhanář Karel Neusser (1844–1925) z Nového Jičína. Při rekvírování zvonů v průběhu první světové války byly rekvírovány i kovové píšťaly, ty se po několika létech vrátily a byly nainstalovány zpět. V roce 1929 byly varhany opraveny.

### Zvony
Zvon z roku 1601 vážil 400 kg a měl nápis In 1601 ist diese Glocke gezeiget worden durch Martin Schubert Erbrichter an astatt der ganzen Geminde Pürkau. Rekvírován asi 1916.
Z roku 1776 měl nápis In honorem S. Joanis et Floriani Ollmütz 1775. Rekvírován asi 1916.
Z roku 1924 průměr 85 cm na krku zvonu reliéf sv. Antonín a nápis Für alle Menschen groß und klein, willich die Stimme Gottes sein. Gewidmet von Franz Langer in Pürkau anno 1924, odlit ve zvonařské dílně Oktav Winter v Broumově. Rekvírován v roce 1942.
Z roku 1924 průměr 68 cm, reliéf sv. Antonína, text Nach des Weltkriegs veilen Leid laut´uns nun wieder Fried´und Freud´, odlit ve zvonařské dílně Oktav Winter v Broumově. Rekvírován v roce 1942.